# Al-Qaida i Islamiska Maghreb
Al-Qaida i islamiska Maghreb (AQIM) är en radikal islamistisk milis, verksam i Nordafrika där man vill upprätta en islamsk stat, byggd på sharialagar.
AQIM har sin bakgrund i den Väpnade muslimska gruppen, Groupe Islamique Armé (GIA), som under 1990-talet bekämpade den algeriska regeringen. 1998 bröt en av officerarna, Hassan Hattab med GIA:s ledning, i protest mot de massakrer man utförde på civila människor. Hattab och hans anhängare organiserade sig i Groupe Salafiste pour la Prédication et le Combat (GSPC).
I början av 2000-talet lierade denna grupp sig alltmer med al-Qaida, som tränat GSPC-soldater i sina träningsläger.
Detta orsakade spänningar inom GSPC. Hassan Hattab som motsatte sig närmandet till al-Qaida avsattes som rörelsens emir och ersattes 2003 av Sheikh Abou Ibrahim Mustapha. En annan fraktion under ledning av El Para lämnade GSPC och bildade Fria salafistgruppen (GSL).
2006 uppmanade Hattab GSPC att lägga ner vapnen och acceptera den algeriska regeringens erbjudande om amnesti. GSPC:s dåvarande ledare Abu Musab Abdel Wadoud svarade med att istället tillkännage en "välsignad union" med al-Qaida, i kampen mot franska och amerikanska intressen. 
I januari 2007 bytte GSPC officiellt namn till det nuvarande Al-Qaïda au Maghreb islamique och har sedan dess utfört väpnade attacker och kidnappningar i Algeriet, Mauretanien, Marocko, Niger och Tunisien. Man har också engagerat sig i konflikten i Mali 2012, tillsammans med Ansar al-Din som leds av Iyad Ag Ghaly, kusin till AQIM:s nuvarande ledare Hamada Ag Hama.

## Utbredning
AQIM och al-Qaida utgör olika delar av samma rörelse vilket ledarskapet inom båda organisationerna upprepade gånger har framhållit. Dock väljer AQIM att inte angripa utländska mål i den utsträckning som al-Qaida skulle vilja utan förefaller ha mer begränsade ambitioner. AQIM:s utbredning är begränsad till staterna Algeriet, Mali, Niger och Mauretanien. Trots att gruppen främst domineras av personer med algeriskt ursprung, särskilt i ledarskiktet, framhävs det i AQIM:s propaganda att det även finns medlemmar från andra länder såsom Senegal, Ghana, Nigeria och Benin.

## Terroristorganisation
AQIM har stämplats som terrororganisation av USA, Algeriet och EU. Abdelmalek Droukdel och åtta andra AQIM-aktivister dömdes i mars 2012 till döden, av en algerisk domstol, för en rad attacker, bland annat ett bombdåd mot premiärministerns kansli.